# Бородино (городской округ Солнечногорск)
Бородино — деревня в Московской области России. Входит в городской округ Солнечногорск. Население — 0 чел. (2010).

## География
Деревня Бородино расположена на севере Московской области, в северной части округа, у границы с Клинским районом, примерно в 16,5 км к северу от центра города Солнечногорска. В деревне две улицы — Луговая и Полевая. Ближайшие населённые пункты — деревни Починки, Фоминское и Яркино.

## Население
| 1852 | 1859 | 1890 | 1899 | 1926 | 1932 |
| ---- | ---- | ---- | ---- | ---- | ---- |
| 115  | ↘43  | ↗65  | ↘58  | ↘55  | ↗61  |
| 1966 | 1998 | 2002 | 2010 |      |      |
| ↘23  | ↘0   | →0   | →0   |      |      |

## История
В середине XIX века — сельцо 1-го стана Клинского уезда Московской губернии в 72 верстах от столицы и 17 верстах от уездного города, близ Дмитровского тракта. Принадлежала титулярному советнику Сергею Петровичу Фёдорову, крестьян 56 душ мужского пола и 59 душ женского.
В «Списке населённых мест» 1862 года — владельческое сельцо 1-го стана Клинского уезда по правую сторону Дмитровского тракта от города Клина, в 14 верстах от уездного города и 21 версте от становой квартиры, при пруде, с 7 дворами и 43 жителями (22 мужчины, 21 женщина).
По данным на 1890 год — деревня Соголевской волости 2-го стана Клинского уезда с 65 душами населения.
В 1913 году — 8 дворов и имение Катино.
По материалам Всесоюзной переписи населения 1926 года — деревня Таракановского сельсовета Соголевской волости Клинского уезда в 16 км от станции Подсолнечная Октябрьской железной дороги, проживало 55 жителей (24 мужчины, 31 женщина), насчитывалось 12 хозяйств, среди которых 11 крестьянских.
С 1929 года — населённый пункт в составе Солнечногорского района Московского округа Московской области. Постановлением ЦИК и СНК от 23 июля 1930 года округа как административно-территориальные единицы были ликвидированы.
1929—1957, 1960—1963, 1965—1976 гг. — деревня Таракановского сельсовета Солнечногорского района.
1957—1960 гг. — деревня Таракановского сельсовета Химкинского района.
1963—1965 гг. — деревня Таракановского сельсовета Солнечногорского укрупнённого сельского района.
1976—1994 гг. — деревня Вертлинского сельсовета Солнечногорского района.
С 1994 до 2006 гг. деревня входила в Вертлинский сельский округ Солнечногорского района.
С 2005 до 2019 гг. деревня включалась в Смирновское сельское поселение Солнечногорского муниципального района.
С 2019 года деревня входит в городской округ Солнечногорск, в рамках администрации которого относится с территориальному управлению Смирновское.